# Gymnothorax prasinus

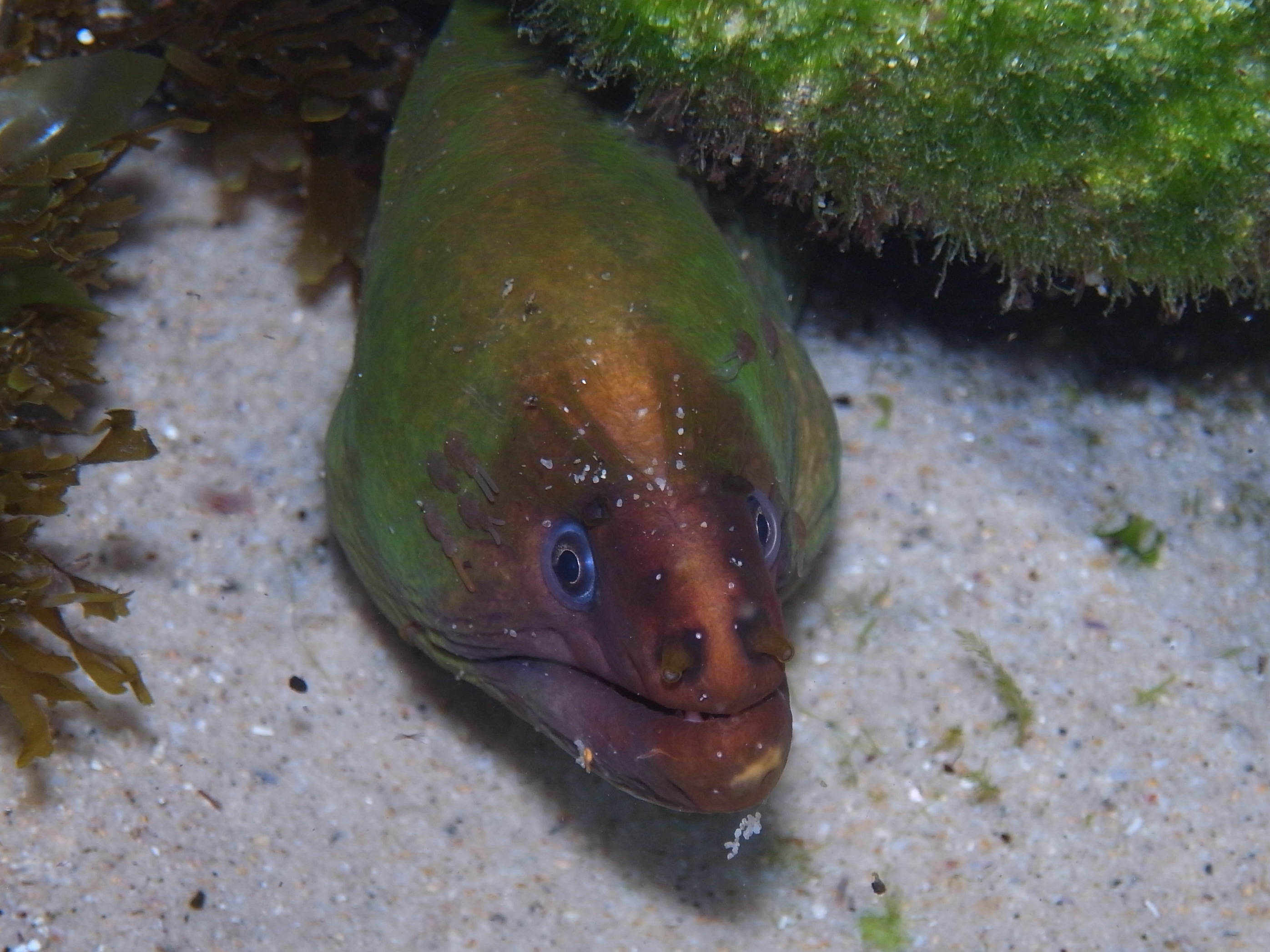
G. prasinus ha abitudini notturne e di giorno rimane tra gli anfratti

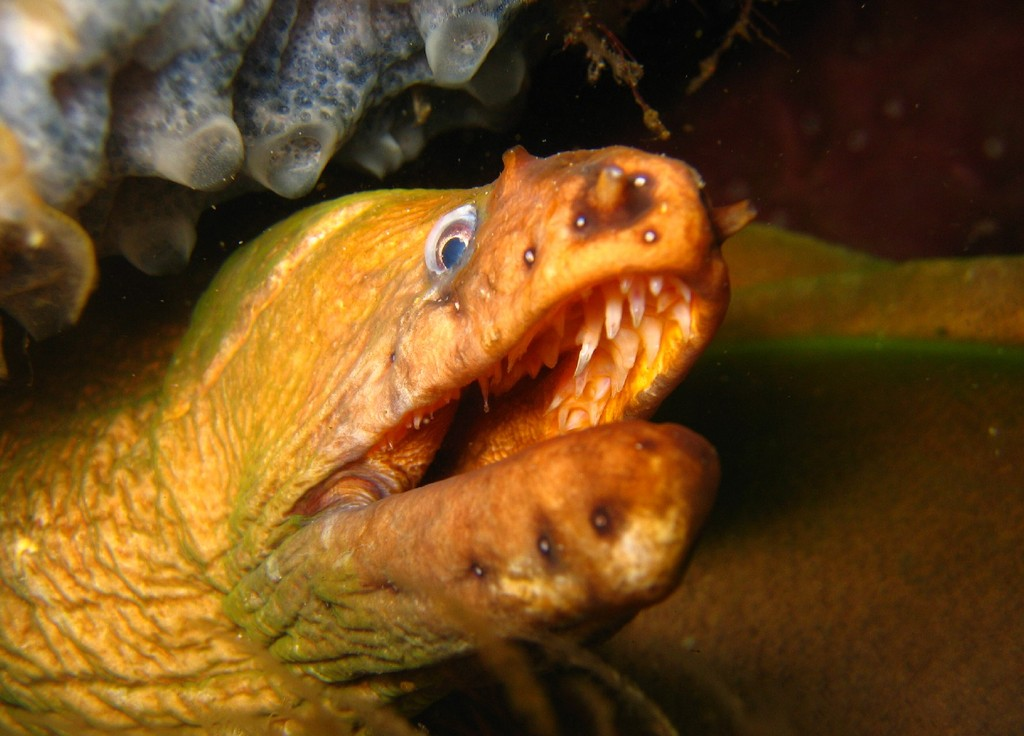
La dentatura di G. prasinus, pesce che comunque non attacca l'uomo

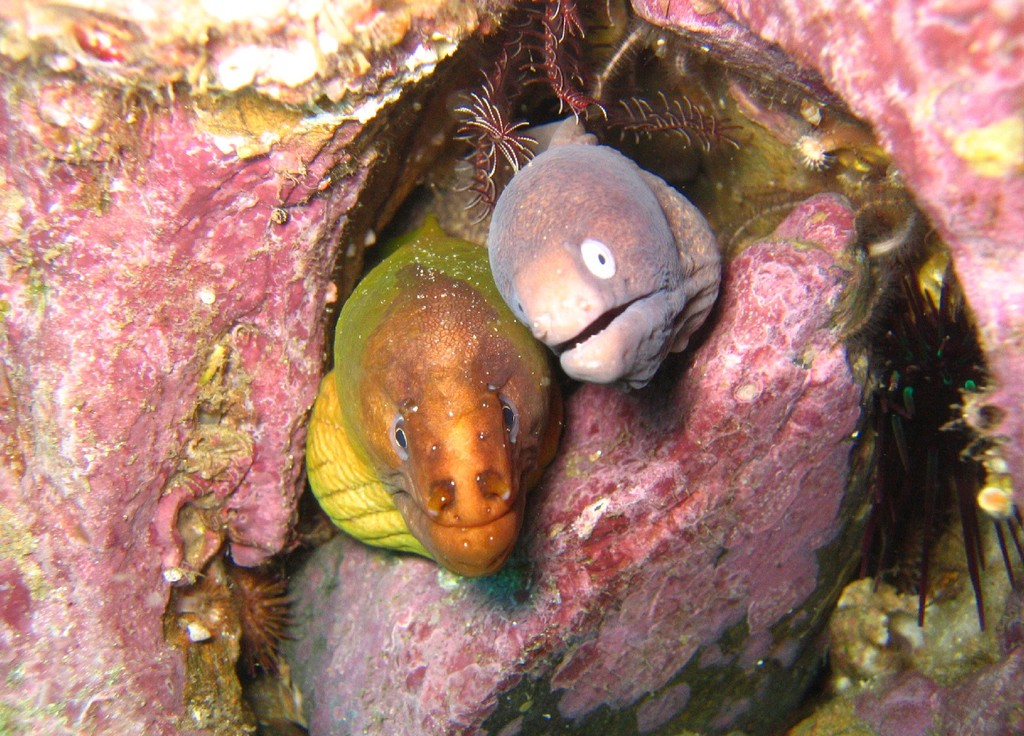
G. prasinus può condividere le tane con altre murene, qui G. thyrsoideus

La murena gialla (Gymnothorax prasinus) è un pesce osseo marino appartenente alla famiglia Muraenidae, diffuso lungo le coste dell'Australia orientale e della Nuova Zelanda.

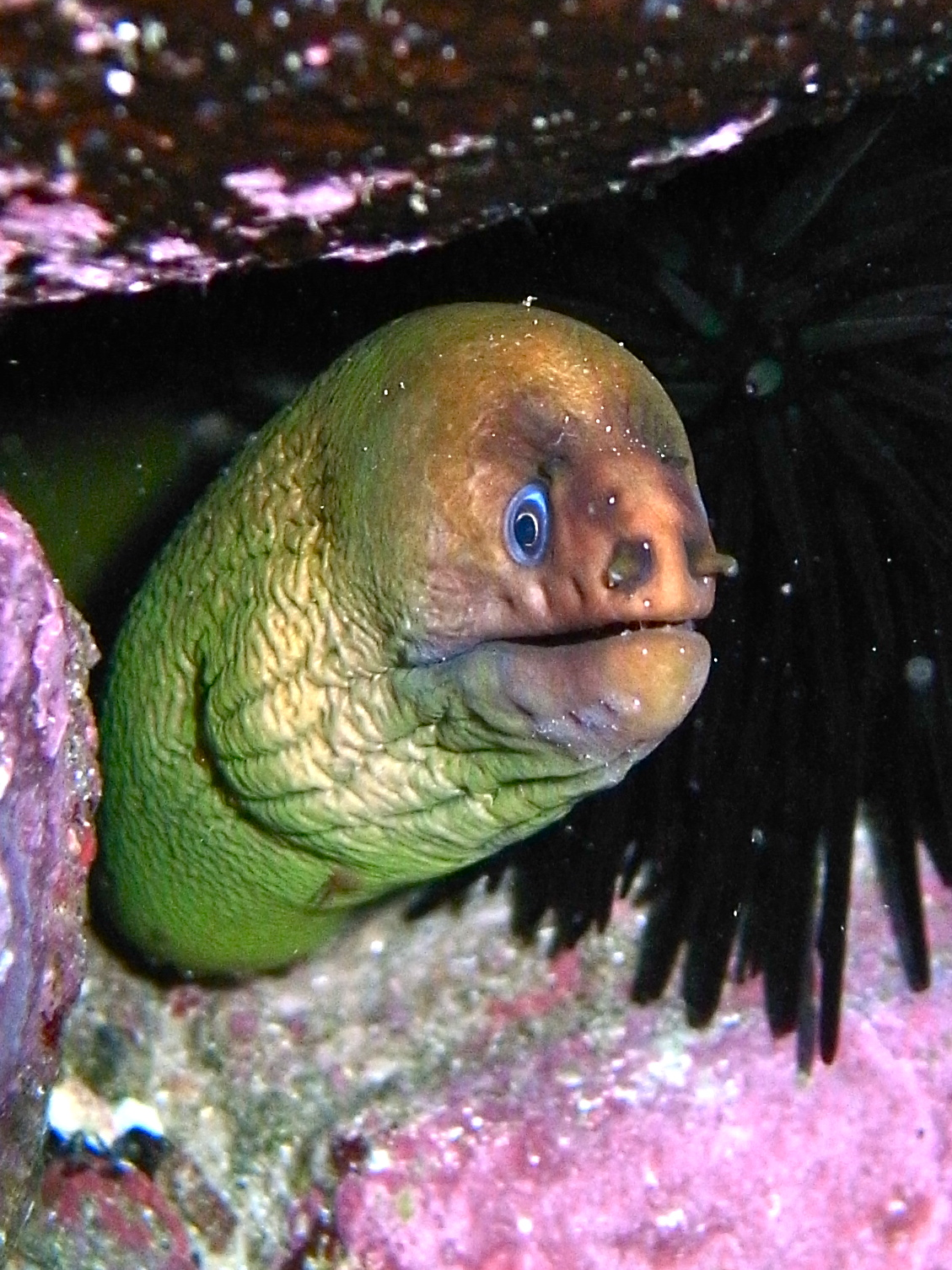
G. prasinus predilige gli anfratti rocciosi e spugnosi

## Descrizione
L'aspetto generale è quello comune alle murene. Le pinne dorsali, caudali ed anali sono fuse insieme per formare un'unica lunga cresta cutanea sul dorso. Come d'uso fra i membri della famiglia, mancano le pinne pettorali e la ventrale. Il corpo, serpentiforme, è privo di squame, ma protetto da un muco scivoloso che permette all'animale di infilarsi senza graffiarsi nei luoghi più angusti. Le narici, molto sviluppate, conferiscono all'animale un olfatto eccezionale che compensa la scarsità visiva. Gli orifizi branchiali sono ridotti a semplici fori. La bocca, con una notevole apertura, mostra anche sul palato file di denti aguzzi o uncinati per trattenere le prede.
Come dice il nome, la colorazione di questa specie è verde-giallastra, uniforme. È una murena di dimensioni medio-grandi che può raggiungere i 91 cm di lunghezza.

## Distribuzione e habitat
G. prasinus vive nel Pacifico sudoccidentale: dalle coste dell'Australia sud-orientale alla Nuova Zelanda.
Il suo areale di diffusione inizia al di sotto della Grande Barriera Corallina australiana; si tratta quindi di una specie subtropicale che predilige formazioni rocciose e vari tipi di coste piuttosto che le barriere coralline tropicali.

## Biologia

### Alimentazione
Basata su pesci, cefalopodi e crostacei. Le prede principali per questa specie sono granchi, polpi e seppie. Come altre murene, G. favagineus è dotata di una "mascella" aggiuntiva nell'esofago allo scopo di inghiottire al meglio prede voluminose (mascella faringea).

### Comportamento
Al contrario di come molti pensano, nessuna specie di murena è velenosa, né tanto meno aggressiva: mordono solo se seriamente disturbate. Il rischio è più alto solo quando viene offerto del cibo all'animale. Per questo, la pratica molto usata dai sub di cibare le murene in immersione con delle esche è sconsigliata: non avendo una vista eccezionale, le murene possono confondere la mano di un sub per l'esca offerta. A parte queste casistiche eccezionali, G. prasinus è un pesce molto timido ed è una specie che non attacca l'uomo; inoltre non c'è veleno nei morsi, ma le ferite veicolano pericolosi agenti patogeni per le sostanze alimentari che si decompongono fra i denti. In caso di morso quindi, l'unico rischio è che la ferita si infetti.

### Riproduzione
Le uova sono pelagiche e le larve, dette leptocefali, sono trasparenti, a forma di foglia di salice, col capo piccolissimo. Un carattere di primitività nel mondo dei pesci. Questa fase larvale è molto lunga e può durare anche un anno.